# إن تي تي دوكومو
إن تي تي دوكومو أو كما تسمى دوكومو وكذلك تسمى إن تي تي دوكومو آي إن سي (باليابانية: 株式会社NTTドコモ) هي شركة تشغيل هواتف محمولة واتصالات يابانية أسست في عام 1991، وإسم الشركة دوكومو يعني باللغة اليابانية «كل مكان»، تمتلك شركة إن تي تي شركة دوكومو وتعتبر شركة دوكومو واحدة من أكبر وأهم الشركات اليابانية المصنعة للهواتف الذكية أو المحمولة.

## وصلات خارجية
- إن تي تي دوكومو على موقع الموسوعة البريطانية (الإنجليزية)